# يان هارفي (لاعب اتحاد الرغبي)
يان هارفي (بالإنجليزية: Ian Harvey)‏ هو لاعب اتحاد الرغبي نيوزيلندي، ولد في 1903 في ماسترتون ‏ في نيوزيلندا، وتوفي في 22 أكتوبر 1966 في ويلينغتون في نيوزيلندا.